# Celles-lès-Condé
Celles-lès-Condé är en kommun i departementet Aisne i regionen Hauts-de-France i norra Frankrike. Kommunen ligger  i kantonen Condé-en-Brie som ligger i arrondissementet Château-Thierry. År 2022 hade Celles-lès-Condé 94 invånare.

## Befolkningsutveckling
Antalet invånare i kommunen Celles-lès-Condé
Referens: INSEE